# Saxifraga rosacea
Saxifraga rosacea es una especie de la familia de las saxifragáceas.

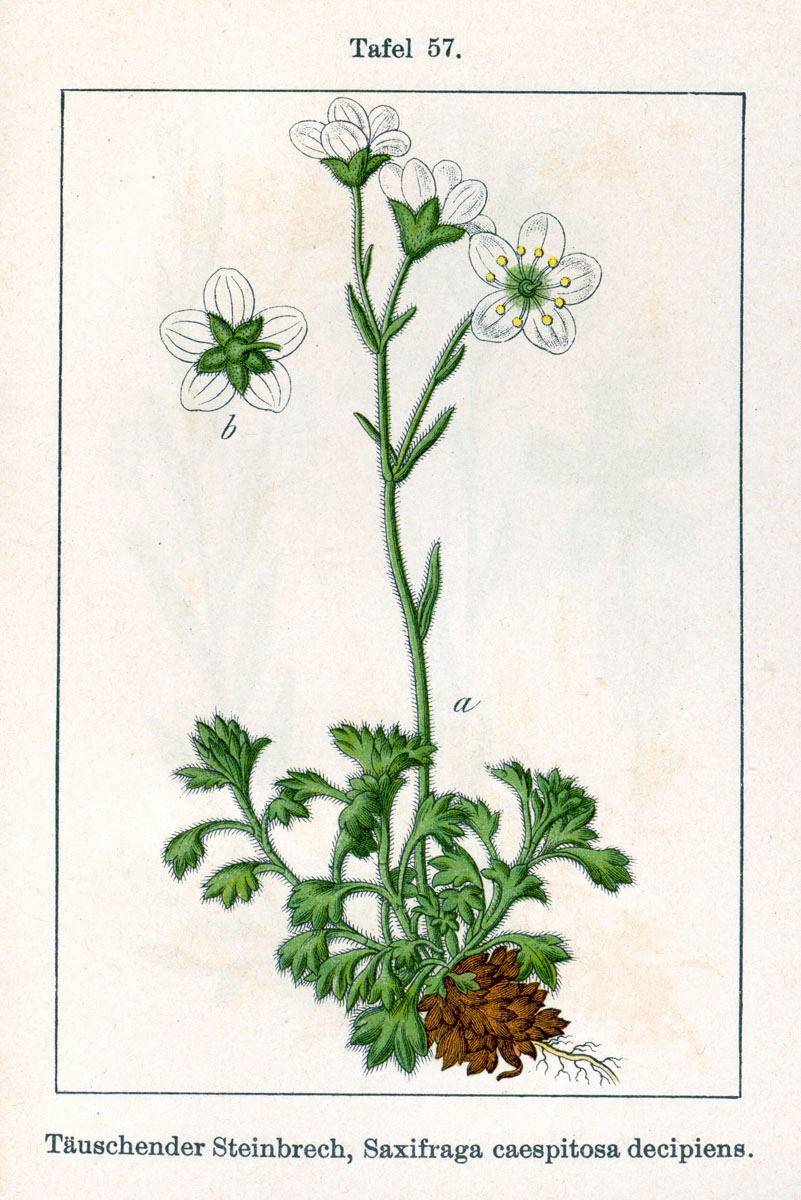
Ilustración

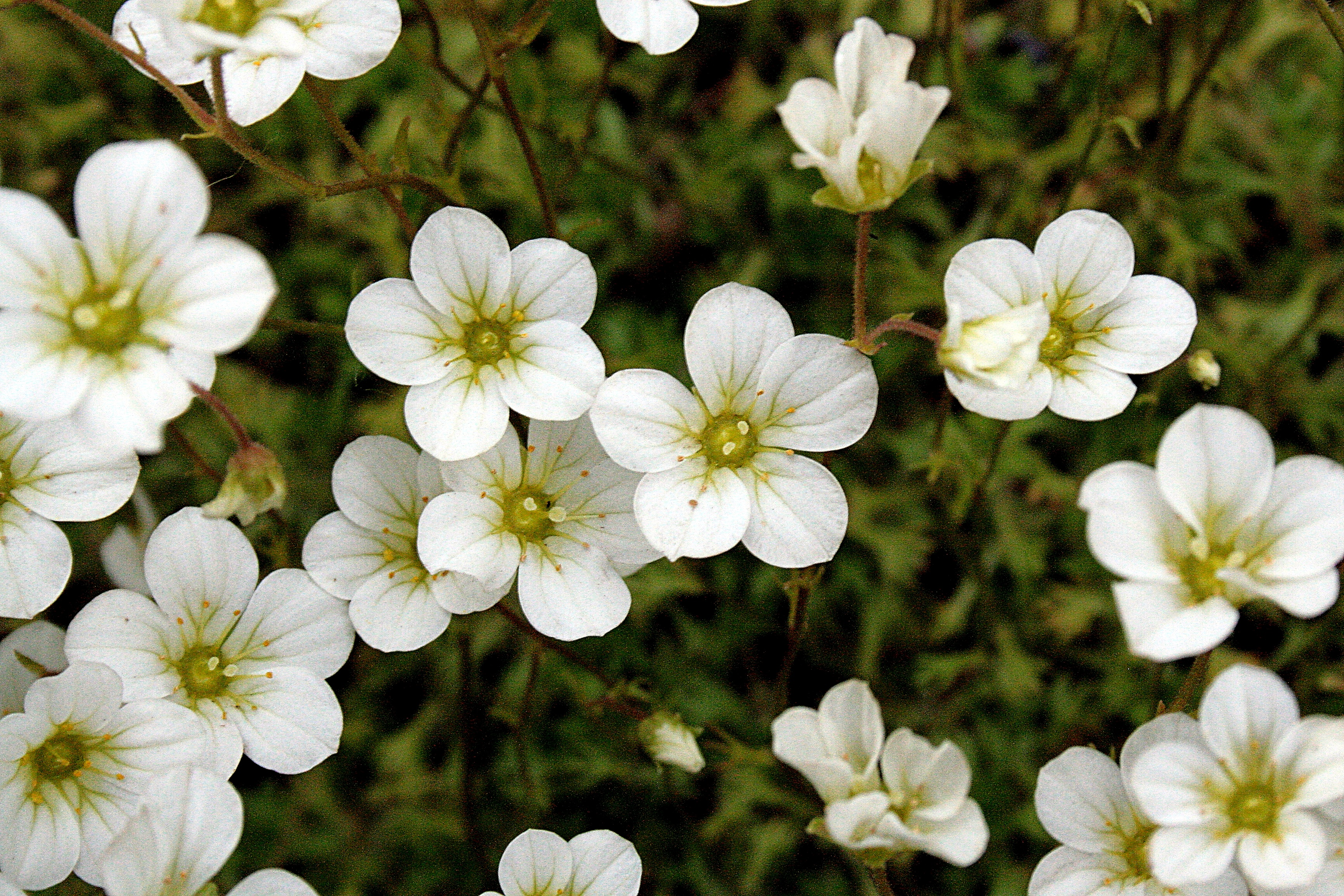
Detalle de la flor

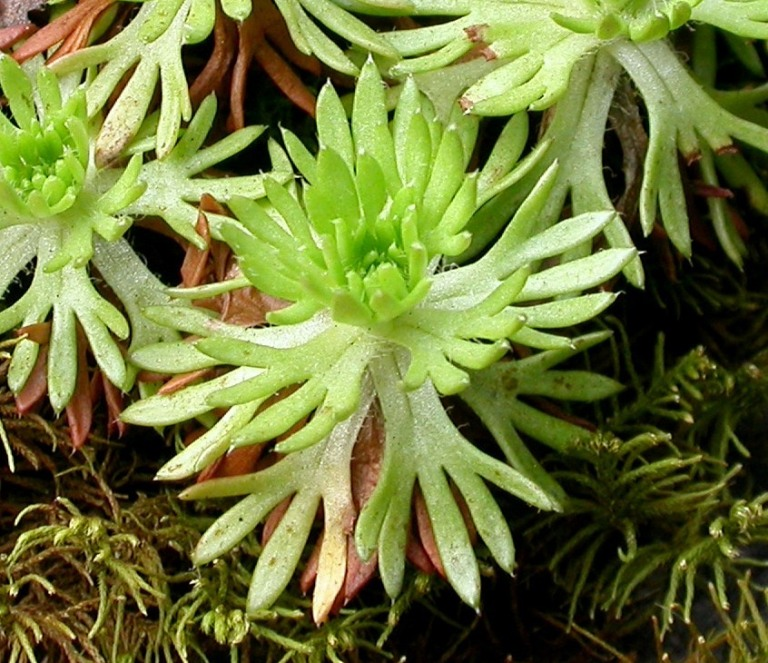
Detalle

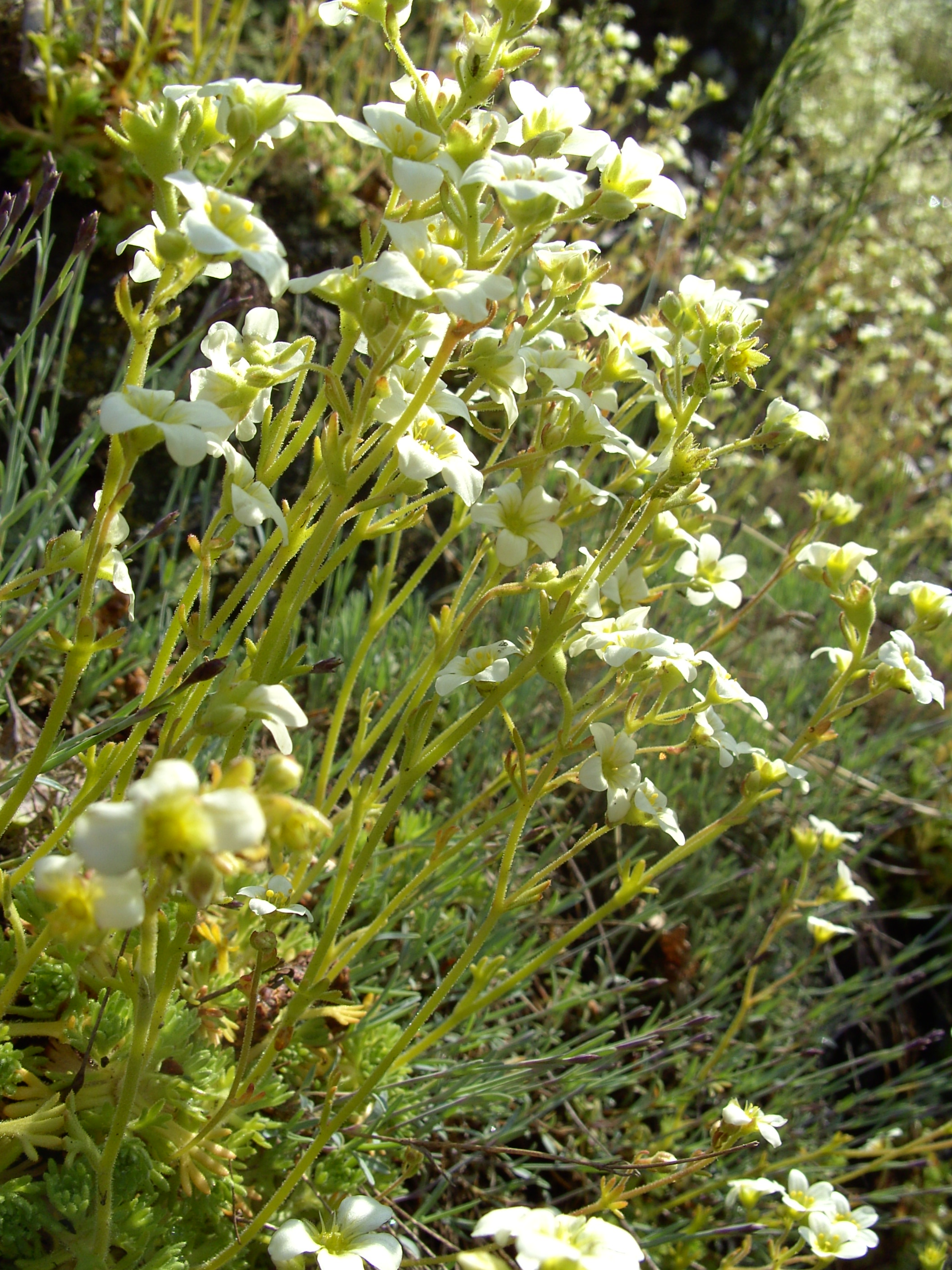
Vista de la planta

## Descripción
Forma pulvínulos, perenne o con tallos extendidos formando una mata laxa. Hojas amplias cuneadas, generalmente de 5 lóbulos, densamente peloso-glandulares o casi glabras. Cabillo delgado de hasta 25 cm, casi afilo, con pocas flores blancas de largo pecíolo y 15 mm de diámetro. Pétalos ovados; sépalos ovado-triangulares. Especie muy variable. Florece desde finales de primavera y a lo largo del verano.

## Hábitat
Plataformas rocosas muy húmedas, junto a arroyos.

## Distribución
Bélgica, Francia, Alemania, Irlanda, Islandia, República Checa y Polonia.

## Taxonomía
Saxifraga rosacea fue descrita por Conrad Moench y publicado en Methodus Plantas Horti Botanici et Agri Marburgensis : a staminum situ describendi 106. 1794.
Etimología
Saxifraga: nombre genérico que viene del latín saxum, ("piedra") y frangere, ("romper, quebrar"). Estas plantas se llaman así por su capacidad, según los antiguos, de romper las piedras con sus fuertes raíces. Así lo afirmaba Plinio, por ejemplo.
rosacea: epíteto latino que significa "rosada".
Variedades
- Saxifraga rosacea subsp. hartii (D.A.Webb) D.A.Webb
- Saxifraga rosacea subsp. steinmannii (Tausch) Holub
- Saxifraga rosacea subsp. sternbergii (Willd.) Kerguélen & Lambinon

Sinonimia
- Muscaria decipiens (Ehrh. ex Sternb.) Á.Löve
- Saxifraga decipiens Ehrh. ex Sternb.
- Saxifraga palmata Sm.[4]

subsp. hartii (D.A.Webb) D.A.Webb
- Saxifraga drucei E.S.Marshall
- Saxifraga hartii D.A.Webb
- Saxifraga hirta Donn ex Sm.

subsp. steinmannii (Tausch) Holub
- Saxifraga media Tausch
- Saxifraga steinmannii Tausch

subsp. sternbergii (Willd.) Kerguélen & Lambinon
- Saxifraga condensata C.C.Gmel.
- Saxifraga confusa Lej.
- Saxifraga decipiens subsp. sternbergii (Willd.) Kerguélen
- Saxifraga quinquefida Haw.
- Saxifraga sternbergii Willd.

Híbridos
- Saxifraga x arendsii
- Saxifraga x clibranii
- Saxifraga x crateriformis
- Saxifraga x freibergii
- Saxifraga x haussknechtii